# Drittes Energiepaket der EU
Das Dritte Energiepaket der EU wurde 2009 vom Europäischen Parlament beschlossen, um die Strom- und Gasmärkte in der EU weiter zu liberalisieren und die Verbraucherrechte zu stärken. Das dritte Energiepaket enthält zwei Richtlinien und drei Verordnungen.

## Ziele
Eines der Hauptziele des dritten Energiepaketes ist die Trennung des Netzbetriebs von Versorgung und Erzeugung, entweder durch
- eigentumsrechtliche Entflechtung,
- unabhängige Netzbetreiber (ISO – Independent System Operator), oder
- unabhängige Übertragungsnetzbetreiber (ITO – Independent Transmission Operator).

Weitere Ziele sind:
- Stärkung von Verbraucherrechten, darunter das Recht des kostenlosen Wechsels des Gas- oder Stromanbieters innerhalb von drei Wochen
- Bis 2020 sollen mindestens 80 Prozent aller Verbraucher mit intelligenten Stromzählern ausgestattet werden.
- Etablierung des Rechts auf Grundversorgung mit Elektrizität und Schutz von „schutzbedürftigen Kunden“

## Richtlinien und Verordnungen
Alle Richtlinien und Verordnungen des dritten Energiepakets wurden am 13. Juli 2009 ausgefertigt und am 14. August 2009 im Amtsblatt der Europäischen Union veröffentlicht:
- Verordnung (EG) Nr. 713/2009 zur Gründung einer Agentur für die Zusammenarbeit der Energieregulierungsbehörden[1]
- Verordnung (EG) Nr. 714/2009 über Netzzugangsbedingungen für den grenzüberschreitenden Stromhandel[2]
- Verordnung (EG) Nr. 715/2009 über Bedingungen für den Zugang zu den Erdgasfernleitungsnetzen (auch Erdgaszugangsverordnung)[3]
- Richtlinie 2009/72/EG über den Elektrizitätsbinnenmarkt[4]
- Richtlinie 2009/73/EG über den Erdgasbinnenmarkt[5] (sogenannte Gasrichtlinie)

## Weitere Maßnahmen und Umsetzung
Nach Inkrafttreten der Richtlinien am 28. August 2009 hatten die Mitgliedsstaaten anderthalb Jahre Zeit, diese in nationales Recht umzusetzen.
- Bildung einer EU-Agentur für die Zusammenarbeit der Energieregulierungsbehörden: dies geschah mit der Gründung von ACER, deren Dienststelle in Ljubljana im März 2011 eröffnet wurde.
- Auftrag an die Kommission, auf Basis dieser Leitlinien verbindliche Netzkodizes zu verabschieden, z. B. für Notfall-Situationen;
- Etablierung eines Netzes der Übertragungsnetzbetreiber für Strom (ENTSOE) und Gas (ENTSOG)
- Verpflichtung der Übertragungsnetzbetreiber/Fernleitungsbetreiber, jedes Jahr den nationalen Regulierungsbehörden einen zehnjährigen Netzentwicklungsplan vorzulegen

In Deutschland wurde die Richtlinie mit der Novellierung des Energiewirtschaftsgesetzes (EnWG) im August 2011 umgesetzt.
Das Ziel mindestens 80 % der Verbraucher bis zum Jahr 2020 mit intelligenten Stromzählern auszustatten, wurde nicht in vollem Umfang erreicht. Eine im Jahr 2022 veröffentlichte Studie zeigt signifikante Unterschiede der Implementierung intelligenter Messsysteme zwischen den einzelnen EU-Mitgliedstaaten auf. Dabei haben einige EU-Staaten den angestrebten Schwellenwert von 80 % erreicht oder übertroffen, andere weisen noch erhebliche Defizite in der flächendeckenden Einführung aus.